# Megaselia deceptrix
Megaselia deceptrix är en tvåvingeart som beskrevs av Rudolf Beyer 1966. Megaselia deceptrix ingår i släktet Megaselia och familjen puckelflugor. Inga underarter finns listade i Catalogue of Life.